# 吉田貞雄
吉田 貞雄（よしだ さだお、1878年10月26日 - 1964年4月15日）は、日本の寄生虫学者。大阪帝国大学名誉教授。

## 経歴
福岡県鞍手郡金剛村（現・北九州市八幡西区金剛）に生まれる。福岡県立尋常中学修猷館、1902年東京高等師範学校理科博物学部を卒業。中学教諭、兵役を経て、1906年東京帝国大学理科大学動物学科を卒業。修猷館在学中は、同期の廣田弘毅らと首席を争い、廣田が創ったグループ「致格会」にも加わって天下を語り合った。東京帝大在学中は飯島魁教授の指導を受けている。
1909年広島高等師範学校講師、1914年大阪府立高等医学校教諭を経て、1915年10月府立大阪医科大学教授となり、予科で動物学、学部で寄生虫学を担当する。1919年から1921年にかけて欧米に視察留学し、1931年5月に同大学が大阪帝国大学理科大学と改称されるとその教授となる。1934年、同大学に微生物病研究所寄生虫病学部を開設する。その後、米国イリノイ州立大学優待員として招かれ、科学者団体「シグマ・サイ（Sigma Xi）」（米国科学研究学会）会員に推薦される。1939年定年退官した。条虫、肺吸虫、蛔虫、顎口虫の研究に従事し、蛔虫の肺循環の発見（1917年）で知られる。
1949年大阪大学医学博士「イタチの食道腫瘍を形成する有棘顎口虫の研究」。

## 著作
- 『人体寄生動物学』六盟館、1912年
- 吉田貞雄,牧野トウ太著『家畜寄生虫学』、克誠堂書店、吐鳳堂書店、1914年
- 『日本の寄生虫と其病害』科学知識普及会<科学知識叢書>、1925年
- 『寄生虫病』高島屋出版部、1949年